# Pustynia Kozłowska

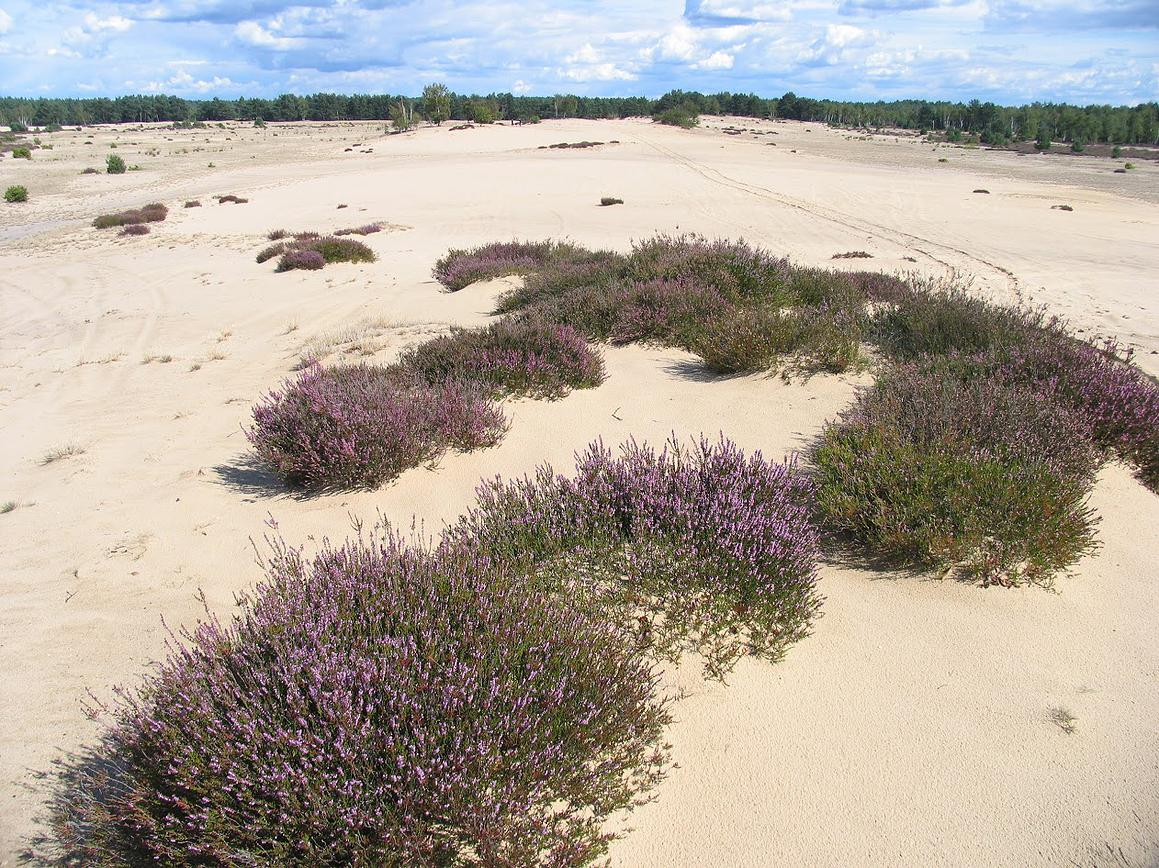
Pustynia Kozłowska

Pustynia Kozłowska – obszar odkrytych piaszczystych wydm zlokalizowany w województwie dolnośląskim, na obszarze Borów Dolnośląskich, położony ok. 17 km na południowy wschód od Szprotawy.

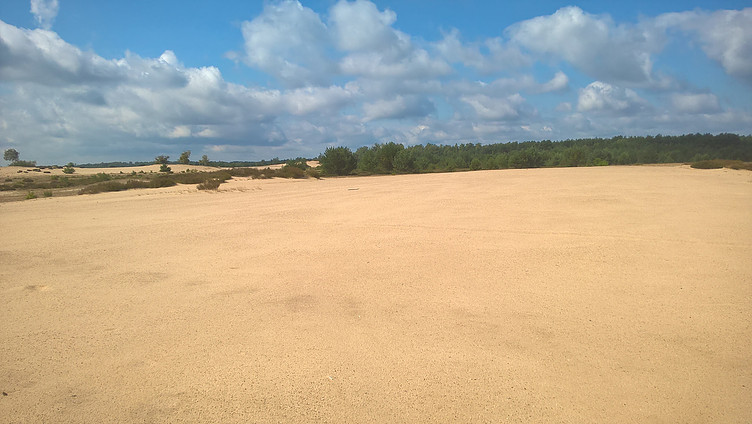
Północna część Pustyni Kozłowskiej

Wydmy w Borach Dolnośląskich są wytworem procesów eolicznych, ukształtowały się w okresie po ustąpieniu ostatniej epoki lodowcowej, aż do czasu kiedy zostały pokryte roślinnością.
Do powstania Pustyni Kozłowskiej przyczyniła się działalność niemieckiego, a następnie radzieckiego poligonu wojskowego, funkcjonującego do 1992, kiedy wydma stanowiła tarczę dla rakiet i pocisków artyleryjskich. Powierzchnie pozbawione roślinności na odsłoniętych piaskach miały wówczas ponad 100 ha. Po 1992 nastąpiła sukcesja roślinności, jednakże fragment pustyni poddawany jest zabiegom mającym na celu zachowanie dotychczasowej formy terenu.

## Bibliografia

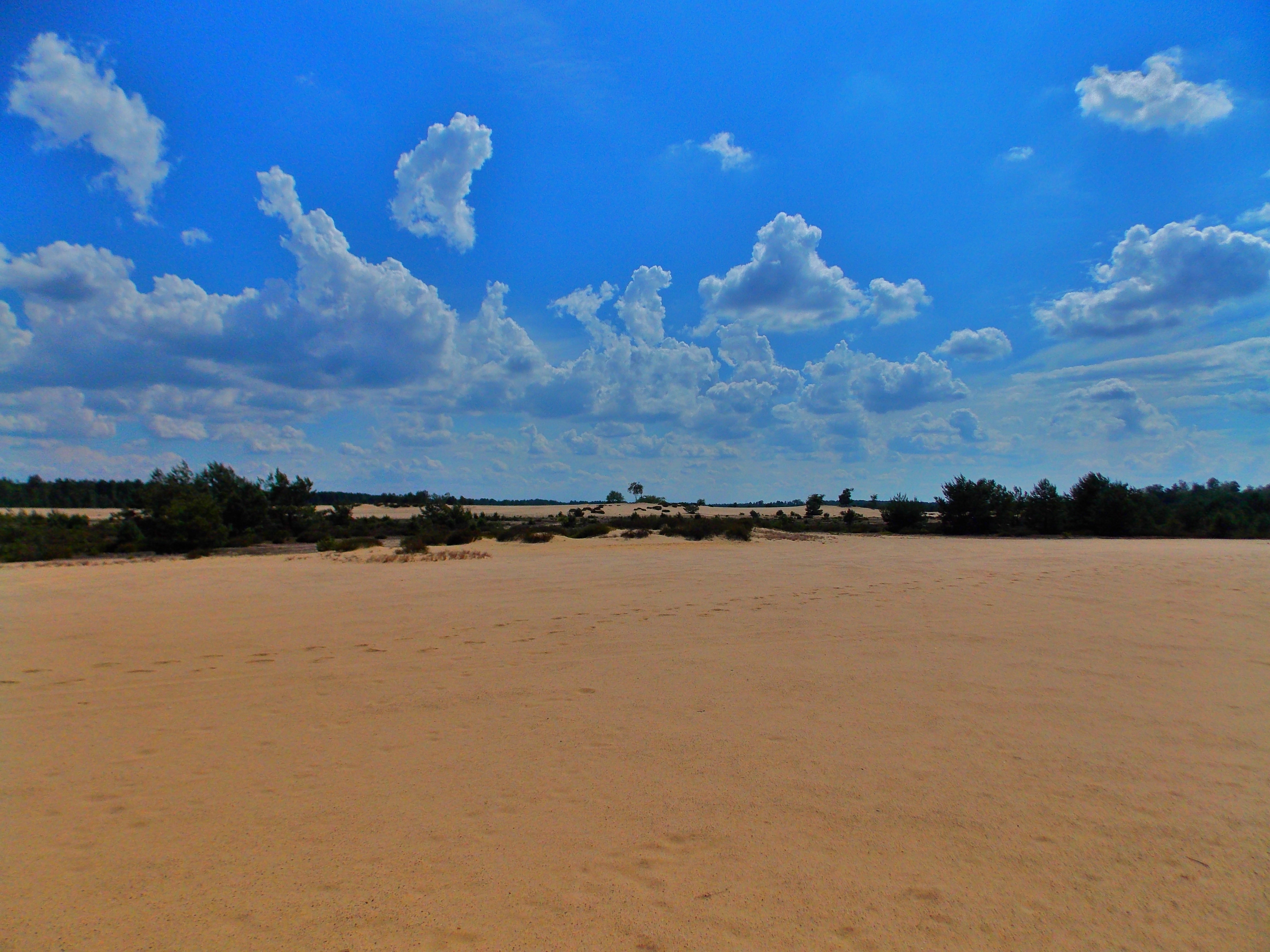
Wydma w centralne części